# وسامو تانیناکا
وسامو تانیناکا (به انگلیسی: Osamu Taninaka) بازیکن فوتبال اهل ژاپن و عضو تیم ملی فوتبال ژاپن است که در تاریخ ۳۰ سپتامبر ۱۹۸۴ میلادی اولین بازی ملی‌اش را انجام داد. او در ۳ بازی ملی حضور داشت و آخرین بازی ملی خود را در تاریخ ۱ اوت ۱۹۸۶ میلادی انجام داد. وسامو تانیناکا در بازی‌های ملی‌اش
گلی به ثمر نرساند.